# Tuulisaari (ö i Norra Österbotten, Oulunkaari)
Tuulisaari är en ö i Finland. Den ligger i sjön Tuulijärvi och i kommunen Pudasjärvi i den ekonomiska regionen  Oulunkaari  och landskapet Norra Österbotten, i den centrala delen av landet, 600 km norr om huvudstaden Helsingfors. Öns area är 8,7 hektar och dess största längd är 0,5 kilometer i nord-sydlig riktning.